# حصار صور (332 ق.م)
حصار صور هو حصار ضربه الإسكندر الأكبر على مدينة صور في كانون الثاني سنة 332 ق.م.خلال حروبه ضد الدولة الأخمينية.
فشل الجيش المقدوني [الإنجليزية] في البداية في الاستيلاء على المدينة، التي كانت بمثابة قاعدة ساحلية استراتيجية على البحرالمتوسط، عبر الوسائل التقليدية لأنها كانت على جزيرة ولها أسوار تصل إلى البحر مباشرة. حل الإسكندر هذه المعضلة بالتضييق على صور ومحاصرتها أولاً لمدة سبعة أشهر، ثم ببناء جسر ووضع أبراج حصار مع مجانيق مرتكزة على قمتها في النهاية بعد أن اكتشف جنوده أنهم لا يستطيعون تمديده أكثر بسبب الهبوط الشديد تحت سطح الماء. مما سمح له باختراق التحصينات.
يقال أن الإسكندر كان غاضباً بشدة من دفاع الصوريين عن مدينتهم وخسارة رجاله لدرجة أنه دمر نصف المدينة. فقد ذُبح 8000 من سكان صور بعد سقوط المدينة وفقاً لآريانوس. منح الإسكندر العفو لجميع الذين لجأوا إلى المعبد، بما في ذلك عزيملكو [الإنجليزية] وعائلته، بالإضافة إلى العديد من النبلاء. باع المقدونيون 30 ألف مقيم وأجنبي، معظمهم من النساء والأطفال، كعبيد.

## موقع المدينة
كانت صور، أكبر وأهم دولة مدينة فينيقية، تقع على ساحل البحر المتوسط بالإضافة إلى جزيرة مجاورة بها مرفأان طبيعيان على جانب اليابسة. كانت الجزيرة تقع على بعد حوالي كيلومتر واحد من الساحل زمن الإسكندر، ويصل ارتفاع أسوارها إلى 45.8 م (150 قدماً) فوق سطح البحر على الجانب الشرقي المواجه لليابسة من الجزيرة.

## خلفية تاريخية

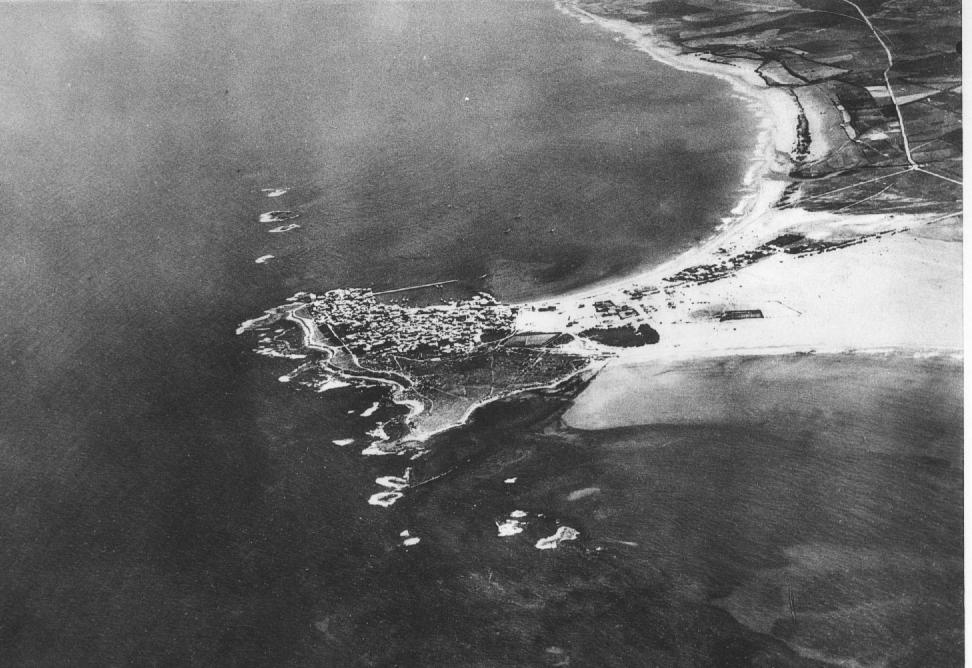
منظر جوي لصور من طائرة في 1934.

كانت المدينة تضم ما يقرب من 40.000 نسمة زمن الحصار، على الرغم من إجلاء النساء والأطفال إلى قرطاج، المستعمرة الفينيقية السابقة ثم زعيمة البحر المتوسط. وعد القرطاجيون أيضاً بإرسال أسطول لمساعدة مدينتهم الأم. قرر الإسكندر الاستيلاء على المدينة بما أنه لم يكن قادراً على الاستعانة بقواته البحرية، وبالتالي حرمان الفرس من مرفأهم الأخير في المنطقة.
علم الإسكندر بوجود معبد لملقرت، الذي تعرّف عليه مع معبد هرقل، داخل أسوار المدينة الجديدة وأبلغ السكان أنهم سيأمنوا إذا سُمح له بتقديم القرابين في المعبد (كان الصوريون قد أخلوا الميناء القديم وأصبحوا يقيمون حينها على الجزيرة البعيدة عن الشاطئ بنحو كيلومتر واحد من البر الرئيسي). رفض المدافعون السماح له بذلك واقترحوا عليه استخدام المعبد الموجود على البر الرئيسي، قائلين إنهم لن يسمحوا للفرس أو المقدونيين بالدخول إلى مدينتهم الجديدة. وأسفرت المحاولة الثانية للتفاوض عن مقتل رُسل الإسكندر ثم إلقائهم من على الأسوار في البحر. كان الإسكندر غاضباً من تحدي صور وأمر ببدء الحصار.

## الحصار
شيد الإسكندر مجازة بطول كيلومتر وعرض مائتي قدم (كما ادعى ديودور) تمتد إلى الجزيرة على جسر بري طبيعي لا يزيد عمقه عن مترين، نظراً لأنه لم يتمكن من مهاجمة المدينة من البحر.
سمح هذا الجسر لمجانيقه بالوصول إلى مدى الجدران، ولا يزال موجوداً حتى يومنا هذا، حيث كان مصنوعاً من الحجر. ومع اقتراب العمل من أسوار المدينة، أصبحت المياه أكثر عمقاً، وجعلت الهجمات المشتركة من الأسوار والبحرية الصورية البناء شبه مستحيل. لذلك، شيد الإسكندر برجين بارتفاع 50 م (160 قدماً) ونقلهما إلى نهاية الجسر. مثل معظم أبراج حصار الإسكندر، كانت هذه منصات راجمة متحركة، مع منجنيق في الأعلى لإبعاد المدافعين عن الجدران، وعرادة في الأسفل لإلقاء الحجارة على الحائط ومهاجمة السفن. كانت الأبراج مصنوعة من الخشب، لكنها كانت مغطاة بالجلد الخام لحمايتها من السهام النارية. على الرغم من أن هذه الأبراج ربما كانت الأكبر من نوعها على الإطلاق، إلا أن الصوريين سرعان ما ابتكروا هجوماً مضاداً. لقد استخدموا سفينة قديمة لنقل الخيول، حيث ملأوها بالفروع المجففة والقار والكبريت ومواد أخرى مختلفة قابلة للاحتراق. ثم علقوا مراجل زيت في الصواري، بحيث تسقط على سطح السفينة بمجرد احتراق الصواري. كما قاموا بتحميل مؤخرة السفينة بحيث ترتفع مقدمتها فوق الماء. ثم أشعلوا النار في السفينة ودفعوها نحو الجسر. انتشر الحريق بسرعة، واجتاح البرجين وآلات الحصار الأخرى التي جُلبت. كما هاجمت السفن الصورية الرصيف، ودمرت أي آلات حصار لم تشتعل فيها النيران، وأبعدت الطواقم المقدونية التي كانت تحاول إخماد الحرائق.
أصبح الإسكندر مقتنعاً بأنه لن يتمكن من الاستيلاء على صور من غير أسطول بحري بعد هذه الكارثة. ولحسن حظ الإسكندر، فإن انتصاره السابق في معركة إسوس والفتوحات اللاحقة للمدن الفينيقية جبيل وأرواد وصيدا، جعل أساطيل هذه المدن، التي شكلت معظم البحرية الفارسية، تحت لوائه. مما منحه على الفور قيادة أسطول مكون من 80 سفينة. وتزامن هذا التطور أيضاً مع وصول 120 سفينة حربية أرسلها ملك قبرص الذي سمع بانتصاراته وأراد الانضمام إليه. كما وصلت 23 سفينة أخرى من ولايات المدن اليونانية الإيونية، كان لدى الإسكندر 223 قادساً تحت قيادته، مما منحه السيادة على البحر. لذلك وسع عُرض المجازة تحت حماية بحريته، للسماح بمزيد من المعدات الدفاعية لتوفير الحماية المناسبة من الصوريين.
أبحرت قوات الإسكندر مع أسطوله الجديد إلى صور وسرعان ما حاصرت الميناءين بأعدادها المتفوقة. كان لدى الإسكندر العديد من القوادس البطيئة الحركة وعدد قليل من المراكب التي جُهزت بالمدقات الضاربة. وعندما اكتشف الإسكندر أن الكتل الحجرية الكبيرة تحت الماء تمنع المدقات من الوصول إلى الأسوار، أزالها بالسفن ذات الرافعات. ثم أٌرسيت المدقات بالقرب من الأسوار، لكن الصوريين أرسلوا السفن والغواصين لقطع حبال المراسي. فكان رد الإسكندر هو استبدال الحبال بالسلاسل.
شن الصوريون هجوماً مضاداً آخر، لكن لم يحالفهم الحظ هذه المرة وفقاً لآريانوس. سار الهجوم المفاجئ سلساً في البداية. لقد لاحظوا أن الإسكندر يعود إلى البر الرئيسي في نفس الوقت بعد ظهر كل يوم لتناول الطعام والراحة مع جزء كبير من قواته البحرية. كان على الصوريين مواجهة المهندسين والبنائين على المجازة قبل أن يتاح لهم الوقت للرد. لقد ذبحوا العديد من الجنود قبل أن يشاغلهم البحارة المتبقين حتى وصول الدعم وصد الهجوم. ولسبب ما، في هذا اليوم، تجاوز الإسكندر قيلولته بعد الظهر، وأبحر حول المدينة للإمساك بالقوة المهاجمة التي حاولت الانسحاب.

## نهاية الحصار
بدأ الإسكندر باختبار السور في نقاط مختلفة بمضاربه، حتى أحدثت المضارب ثغرة صغيرة في الطرف الجنوبي من الجزيرة. ثم نسق هجوماً عبر الثغرة بقصف من جميع الجهات من قواته البحرية. ويقال إن الإسكندر شارك شخصياً في الهجوم على المدينة، حيث قاتل من أعلى برج الحصار. وبمجرد أن شقت قواته طريقها إلى المدينة، تمكنت بسهولة من التغلب على الحامية واستولت على المدينة بسرعة.
حصل السكان الذين لجأوا إلى معبد ملقرت حصلوا على عفو من الإسكندر، بما في ذلك ملك صور. بينما يذكر كوينتوس كورتيوس روفوس أن 6000 رجل مقاتل قُتلوا داخل المدينة وصُلب 2000 صوري على الشاطئ.. وبيع الآخرين، حوالي 30 ألف شخص، كعبيد. كانت بشاعة هذه الأعمال الانتقامية انعكاساً لطول الحصار ورد الإسكندر على الصوريين بإعدام بعض جنوده على الأسوار على مرأى من المهاجمين.
زحف الإسكندر جنوباً لمهاجمة غزة بعد الاستيلاء على صور.

## استنتاج بديل

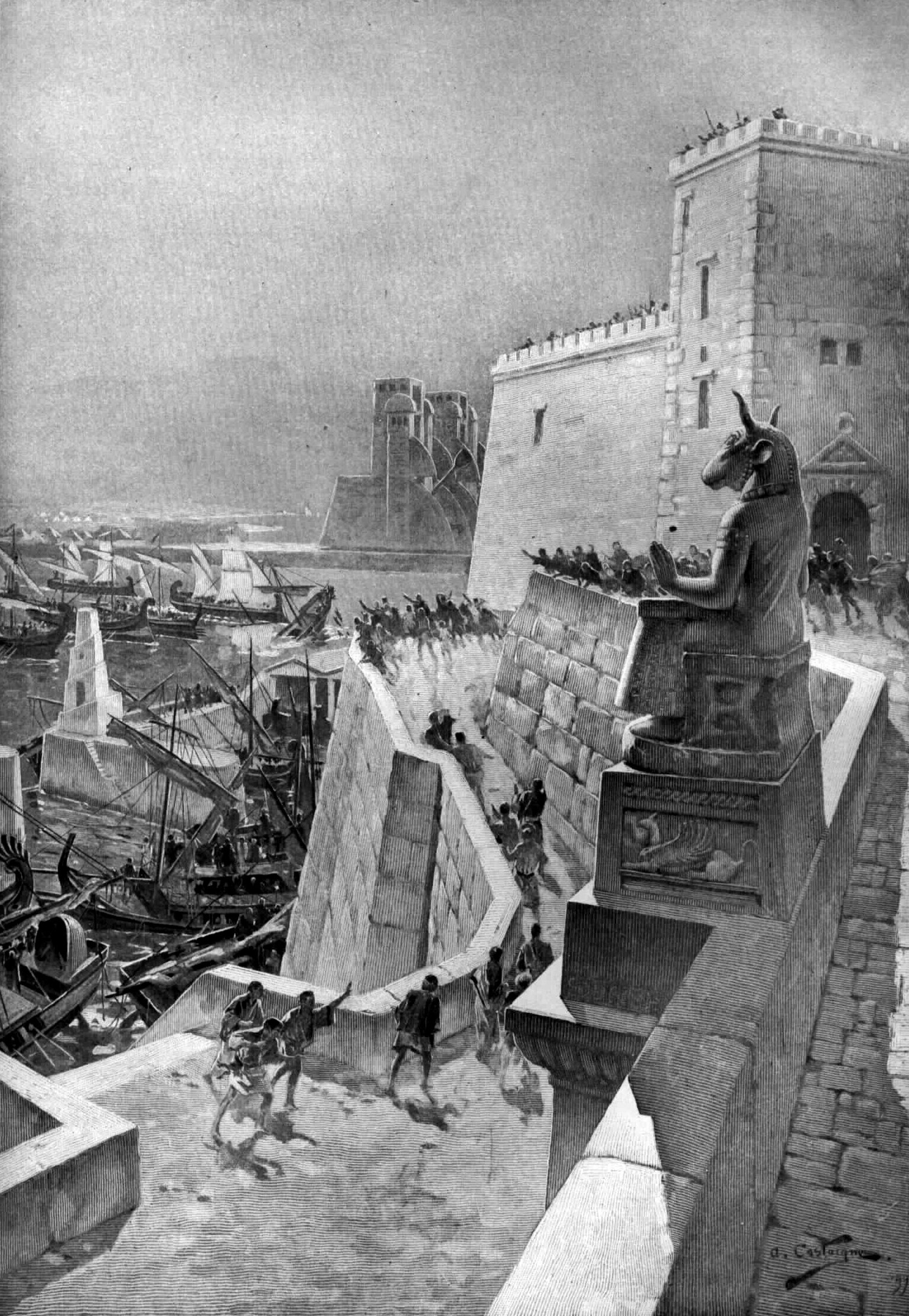
هجوم بحري أثناء حصار الإسكندر الأكبر لصور (332 ق.م). رسم لأندريه كاستيني، 1888–89.

يقدم بولياينوس المقدوني [الإنجليزية]، عن إحدى الحيلتين اللتين قدمهما عن حصار الإسكندر لصور، رواية مختلفة عن غزو الإسكندر للمدينة. ووفقاً له، فإن الإسكندر قد سار إلى شبه الجزيرة العربية بعد أن خلف بارمينيون على قيادة قوات الحصار. دبت الشجاعة في الصوريين ليخرجوا من أسوارهم ويشتبكوا مع اليونانيين، وكثيراً ما هزموهم في مناوشات مختلفة. عند إبلاغ الإسكندر أسرع بالعودة، ووصل إلى المدينة بالضبط عندما كان الصوريون يقاتلون بارمينيون المنسحب. ولكنه بدلاً من مواجهة الصوريين، اختار التوجه مباشرة إلى المدينة، التي استولى عليها على الفور بالقوة بعد مفاجأة حاميتها المتبقية. هناك وجهة نظر أخرى هي أن الإسكندر كان غاضباً للغاية من اضطراره لبناء جسر للاستيلاء على صور لدرجة أنه قرر قتل أو استعباد معظم سكان المدينة.